# Hemiphileurus blandinae
Hemiphileurus blandinae är en skalbaggsart som beskrevs av Dupuis 1996. Hemiphileurus blandinae ingår i släktet Hemiphileurus och familjen Dynastidae. Inga underarter finns listade i Catalogue of Life.